# Данило Перејаславски
Преподобни Данило Перејаславскије хришћански светитељ. Један од његових подвига је био старање о мртвима. Када год би чуо, да се нашао неко замрзнут или на други начин умртвљен, он би журио, да га пристојно сахрани и за њега се Богу помоли. Мирно је скончао 1540. године. 
Српска православна црква слави га 7. априла по црквеном, а 20. априла по грегоријанском календару.